# Michele Graglia
Michele Graglia (Sanremo, 30 agosto 1983) è un ultramaratoneta italiano.

## Biografia
Ha partecipato due volte alla Badwater 135, ultramaratona di 135 miglia (circa 217 chilometri) che parte dal Bacino di Badwater, nella Valle della Morte: nel 2016 è giunto 25º con il tempo di 34h00'10", mentre nel 2018 l'ha vinta con il tempo di 24h51'47. L'11 ottobre 2020 vince la Moab 240, utramaratona di 383 km nei canyon dello Utah, con il tempo di 61h43'15".
Nel 2017 ha pubblicato insieme allo scrittore Folco Terzani il libro Ultra. La libertà è oltre il limite, in cui racconta come da fotomodello è diventato un ultramaratoneta.